# Fuentes (geslacht)
Fuentes is een geslacht van spinnen uit de familie springspinnen (Salticidae).

## Soorten
De volgende soorten zijn bij het geslacht ingedeeld:
- Fuentes pertinax Peckham & Peckham, 1894
- Fuentes yucatan Ruiz & Brescovit, 2007